# Bernard Lachapelle
Bernard Lachapelle (né le 8 novembre 1931 et mort le 9 mars 1993) est un ingénieur, professeur et homme politique québécois. Membre du Parti libéral du Québec, il est député à l'Assemblée nationale du Québec de 1973 à 1976 et membre du conseil des ministres du gouvernement de Robert Bourassa.

## Biographie
Né à Montréal, Bernard Lachapelle étudie à l'École polytechnique de Montréal puis obtient une maîtrise en sciences de l'administration industrielle au Massachusetts Institute of Technology. Il est d'abord employé à la Banque d'expansion industrielle (future Banque de développement du Canada) en 1955 et 1956. Il travaille ensuite à la Corporation des ingénieurs du Québec de 1956 à 1961, et en est le président en 1964 et 1965, alors que des tensions sont présentes entre anglophones et francophones, ainsi qu'entre syndiqués et anti-syndicaux. De 1961 à 1972 il est à l'emploi de la compagnie de produits alimentaires Catelli, d'abord comme gérant adjoint puis comme vice-président à la production à partir de 1966. En 1972 il devient vice-président administratif de l'Université du Québec.

### Carrière politique
Bernard Lachapelle est pressenti comme candidat libéral en septembre 1973. Il se présente dans la circonscription de Chauveau, dans la région de Québec, et est élu avec une confortable avance de 8 555 voix. Au moment de la formation du cabinet, le premier ministre Robert Bourassa le nomme ministre d'État à l'Office de planification et de développement du Québec. Près de deux ans plus tard, le premier ministre lui confie des responsabilités supplémentaires. Désormais il est ministre d'État au Conseil exécutif, responsable de l'Office des professions, du Conseil du statut de la femme, de la Régie de la langue française et de l'Office de développement de l'Est du Québec. 
Lors de la démission fracassante de Jérôme Choquette, ministre de l'Éducation, en septembre 1975, Raymond Garneau est nommé à ce poste important et Bernard Lachapelle est désigné pour le seconder, avec le titre de ministre d'État à l'Éducation, tout en conservant ses assignations antérieures. À l'Éducation, il prend la responsabilité des niveaux d'enseignement collégial et universitaire, pavant la voie à l'éventuelle création d'un ministère de l'Enseignement supérieur.
De nouveau candidat pour les élections générales de 1976, il est cependant battu par le candidat péquiste Louis O'Neill.

### Après la politique
Bernard Lachapelle retourne en 1976 à l'Université du Québec où il est conseiller-cadre et professeur en administration à l'Université du Québec à Montréal, jusqu'en 1978. Il est ensuite associé directeur au cabinet comptable Charette, Fortier, Hawey & Associés, et président d'Uniglobe Voyages Royal de mai 1986 à 1989. Il est nommé président de la Commission des services électriques de la ville de Montréal en mars 1989,.
Il meurt à Longueuil le 9 mars 1993. Il est inhumé au cimetière Notre-Dame-des-Neiges.